# Rasen-Antholz
Rasen-Antholz (německý název, italsky: Rasun Anterselva) je obec v Jižním Tyrolsku v severní Itálii. V prosinci 2004 v něm žilo 2776 lidí.
Místo je známé jako středisko zimních sportů, především biatlonu.

## Politika
Starostové od roku 1956:
- Anton Zingerle: 1956–1964
- Josef Berger: 1964–1969
- Konrad Renzler: 1969–1980
- Heinrich Renzler: 1980–1995
- Karl Messner: 1995–2010
- Herbert Berger: 2010–2012
- Thomas Schuster: 2012–

## Osobnosti
- Dorothea Wiererová (*1990) biatlonistka
- Dominik Windisch (*1989) biatlonista
- Markus Windisch (*1984) biatlonista

## Sport
Antholz/Anterselva je známé středisko zimních sportů, disponuje špičkovým biatlonovým areálem a hostí biatlonové světové poháry i mistrovství světa (naposledy v roce 2020).